# 范亭中学
范亭中学是以爱国将领续范亭将军命名的一所高级中学。于1946年由中共晋绥分局于创建，以时任晋绥边区行署主任、晋绥军区副司令员续范亭将军的名字命名。1949年10月由山西省人民政府接管，命名为山西省立范亭中学。1950年代，该校与康杰中学并称，有“北有范亭，南有康杰”之称。为山西省首批重点中学、山西省示范高中。